# 10404 Маккол
10404 Маккол (10404 McCall) — астероїд головного поясу, відкритий 22 листопада 1997 року.
Тіссеранів параметр щодо Юпітера — 3,217.